# Третья авеню (линия Канарси, Би-эм-ти)
|   |   |   |   |
| · | · | · | · |

|   |   |   |   |
| · | · | · | · |

«Третья авеню» (англ. Third Avenue) — станция Нью-Йоркского метрополитена, расположенная на линии Канарси, Би-эм-ти. Станция находится на пересечении 14-й улицы и 3-й авеню в Манхэттене. На станции останавливается маршрут L (круглосуточно).

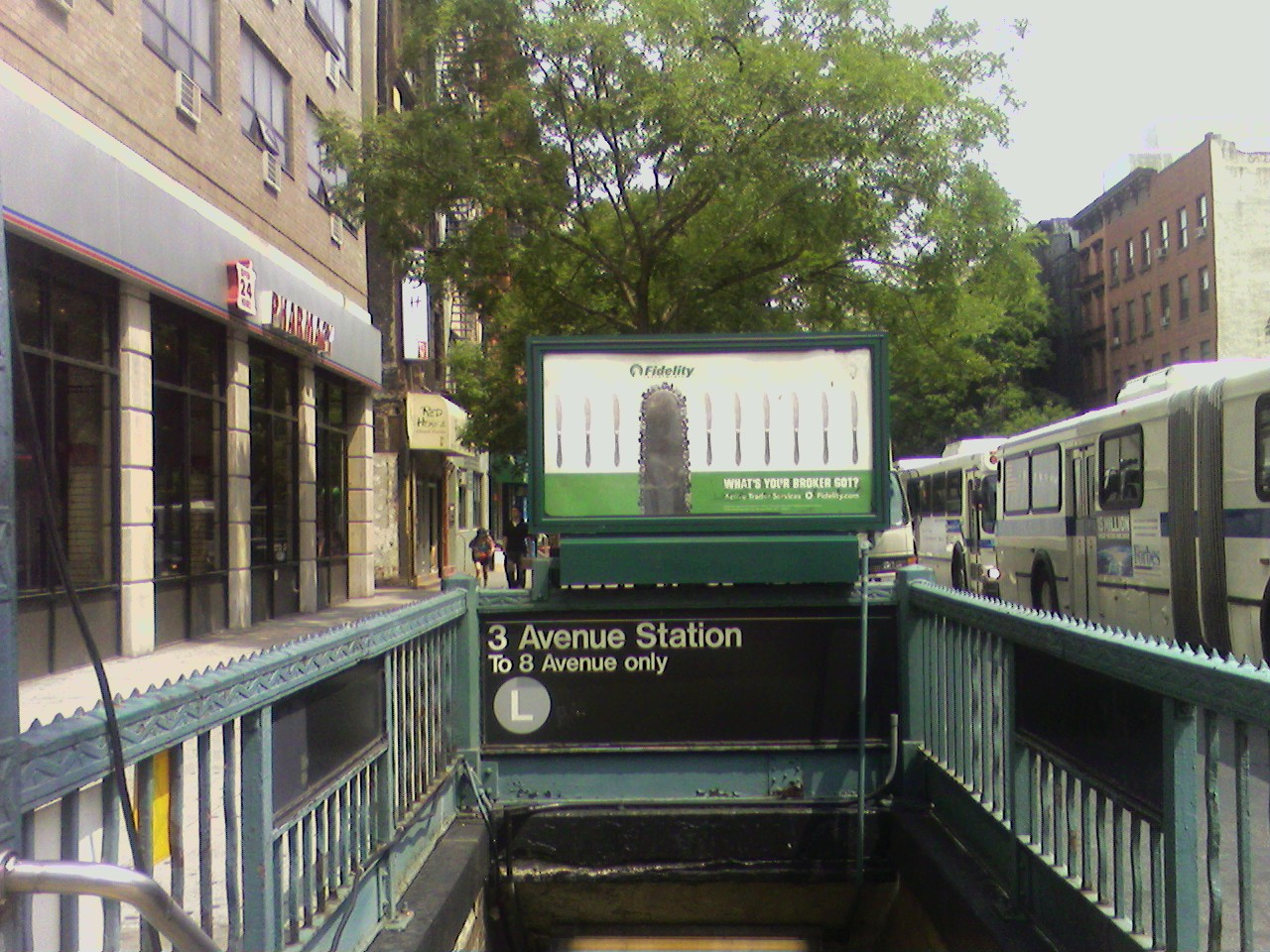
Вход на станцию

Станция была открыта 21 сентября 1924 года в составе первой очереди линии. Несмотря на то что все станции южнее Broadway Junction были открыты ещё в 1906 году, тогда они не входили в состав этой линии, поэтому считается, что очередь 1924 года является первой.
Станция представлена двумя боковыми платформами. Платформы отделаны стандартным образом: стены отделаны плиткой. Под потолком есть мозаичный орнамент. Название станции также выложено мозаикой. И это единственное, чем оно представлено, так как на платформах (что не совсем обычно) отсутствуют колонны, на которых обычно также висят таблички с названием станции.
Станция имеет единственный выход, расположенный с западного конца платформ. Он как бы поделён пополам, то есть выходы с каждой платформы независимы друг от друга и никак не пересекаются; перехода между платформами нет. Лестницы с обеих платформ ведут сразу в город. Турникетный павильон каждой платформы расположен прямо на ней. Лестница южной платформы (в сторону Бруклина) приводит к юго-восточному углу перекрестка 14-й улицы и 3-й авеню, а северной (на Eighth Avenue) приводит к северо-восточному углу того же перекрестка.
Эта станция по своей отделке идентична соседней First Avenue. Единственное отличие между двумя этими станциями заключается в строении выхода: там он представлен мезонином над платформами и является общим для обеих платформ.
В будущем планируется соединение этой станции со станцией 14-я улица строящейся линии Второй авеню.